# Szabó Árpád (unitárius püspök)
Szabó Árpád (Homoródszentpéter, 1935. április 15. — Kolozsvár, 2010. szeptember 30.) erdélyi magyar unitárius lelkész, unitárius teológiai szakíró, erdélyi magyar unitárius püspök 1996-tól 2008-ig.

## Életútja, munkássága
Középiskoláit Székelykeresztúron az Unitárius Gimnáziumban (1945–48) és utódiskolájában, az Elméleti Líceumban (1948–52), főiskolai tanulmányait a kolozsvári Protestáns Teológia Unitárius Karán (1953–57) végezte. Lelkészként szolgált az Unitárius Püspökségen (1958–65), a kolozsvári unitárius egyházközségben (1965–74); 1974-től a Kolozsvári Protestáns Teológiai Intézet tanára, egy ideig rektora, majd 1996. december 14. – 2008. december 6. között az Erdélyi Unitárius Egyház püspöke. 1974-ben doktori fokozatot szerzett teológiai tudományokból a kolozsvári Protestáns Teológián, 1989-ben Doctor Honoris Causa címmel tüntették ki Montpellier-ben, 1994-ben Chicagóban.
1971–95 között a Keresztény Magvető szerkesztője, 1996-tól főszerkesztője. 1990–96 között az Unitárius Közlöny főszerkesztője. Valamennyi írása a Keresztény Magvetőben jelent meg. Több tanulmányban foglalkozott a qumrani esszéneus közösséggel, ó- és újtestamentumi teológiai témákkal, a ma emberéhez szóló prédikálás formáival, az egyház társadalmi szolgálatának teológiai alapjaival.
Életének 76. évében hunyt el a nyugalmazott püspök, a Házsongárdi temetőben helyezték örök nyugalomra 2010. október 4-én.